# There for Tomorrow
There for Tomorrow is een Amerikaanse alternatieve rockband die oorspronkelijk werd opgericht in Orlando (Florida) in 2003. De groep bestond uit vier leden en werd beïnvloed door bands als Jimmy Eat World, Third Eye Blind en The Hives. Op 19 november 2014 bracht de band een verklaring uit waarin ze zeiden dat ze uit elkaar gingen en dat ze zichzelf probeerden te vinden als individuen, nadat ze de zaken in 2012 hadden vertraagd. Ze speelden in december 2014 twee laatste shows in hun thuisstad Orlando. Eind 2015 begonnen Maika Maile en Chris Kamrada samen te werken aan het nieuwe muzikaal project Afterhour (gestileerd als AFTRHR). Het duo zette de indierichting voort die ze op de ep Nightscape hadden geïntroduceerd.

## Bezetting
- Maika Maile[2] (leadzang, ritmegitaar, basgitaar, piano, productie, 2003–2014, 2019)
- Christopher Kamrada[3] (drums, percussie, 2003–2014, 2019)
- Christian Climer[4] (leadgitaar, achtergrondzang, 2003–2014, 2019)
- Jay Enriquez[5] (basgitaar, achtergrondzang, 2003–2014, 2019)

## Geschiedenis
There for Tomorrow werd geformeerd in een tijd dat al zijn leden tieners waren op de middelbare school, bestaande uit Maika Maile (zang, slaggitaar), Christian Climer (leadgitaar), Jay Enriquez (basgitaar) en Chris Kamrada (drums). De band heette oorspronkelijk The Kick Off, maar na het spelen van tal van lokale shows veranderde de naam vanwege copyright-problemen. Daarna stelde Enriquez de naam There For Tomorrow voor, waar ze het allemaal over eens waren als hun nieuwe naam. De band bracht in het voorjaar van 2004 hun debuutalbum Point of Origin uit zonder label, aangezien ze toen nog geen contract hadden. Hun muziek werd gespeeld op een lokaal radiostation in 2006 en ze gaven showcaseconcerten, wat leidde tot optredens op de zuidoostelijke poot van de Vans Warped Tour in 2007. Daarna ontmoetten ze James Paul Wisner (Underoath, Paramore), die hun ep Pages Pages in 2007 produceerde en die de aandacht trok van het alternatieve rocklabel Hopeless Records. De band maakte een videoclip voor de single Pages, geregisseerd door Chris Grieder.
Nadat hij zich in 2008 bij Hopeless Records had aangemeld, keerde Wisner terug om de titelloze ep van de band te produceren, die op 5 augustus 2008 werd uitgebracht. Het bevatte de eerste single No More Room to Breathe, waarvoor de band een videoclip maakte, en de tweede single Pages. Iets meer dan drie maanden later won de band de MTVU Woodie Award voor breakout-artiest van het jaar en versloeg ze gevestigde acts als All Time Low en We the Kings. In februari 2009 voegde de band zich bij We the Kings en andere bands op de Secret Valentine Tour en later op de Warped Tour van 2009 met lokale shows. Op 9 juni 2009 werd There for Tomorrows tweede volledige album A Little Faster uitgebracht door Hopeless Records. De titelsong van het album was te zien in de film Ben 10: Alien Swarm, samen met een videoclip van de optredende band, afgewisseld met scènes uit de film. Het nummer was ook te horen in promotionele commercials en video's voor Nerf's Vortex in 2011. De band nam deel aan de Take Action Tour in de winter van 2010, samen met bands als Mayday Parade en A Rocket To The Moon.
In een interview in juli 2010 kondigde Maile de plannen van de band aan om in het najaar een remix-ep uit te brengen en nog een laatste keer te toeren, voordat de band begon met het opnemen van hun volgende album. De remix-ep Re: Creations werd uitgebracht op 19 oktober 2010. Het bevatte verschillende remixen en het nieuwe nummer Small World. Het derde album The Verge werd geproduceerd door Michael Elvis Baskette (Falling In Reverse, Blessthefall, Story of the Year) en gemixt door Dave Holdredge, dat op 28 juni 2011 werd uitgebracht, terwijl de band toerde op de Vans Warped Tour. Vóór het uitbrengen van het album verklaarde de band dat The Verge op de best mogelijke manier slecht zou klinken. De band schreef en nam het album op in een maand tijd. Ze hadden oorspronkelijk in de loop van een week dertien nummers geschreven. Alleen de eerste twaalf nummers haalden het op het album. Hunt Hunt Hunt, de eerste single van het album, werd uitgebracht op 28 februari 2011. Een documentaire op de plaat werd samen met het album uitgebracht, met 4 live studiosessies, gechoreografeerd en geregisseerd door Chris Grieder Maile en verklaarde in een Warped Tour-interview uit 2011 dat zijn favoriete nummer van The Verge BLU was, omdat het de eerste ballad van de band is met de piano voor het eerst als leadinstrument.
De band speelde elke date in de Vans Warped Tour 2011. In 2012 namen ze de nieuwe demo Road to Nowhere op, die te horen was in de promotionele commercials van 2012 voor Nerf's Vortex. De band nam deel aan de Beyond the Blue-tournee in 2012 in Japan, samen met acts als Mayday Parade, Every Avenue en zanger William Beckett. There for Tomorrow kondigde hun eerste headliner-tournee aan, die in het najaar van 2012 zou plaatsvinden, evenals een Britse/Europese-tournee, ook in het najaar. De headliner-tournee begon op 14 september 2012, samen met de bands Set It Off en Divided by Friday en eindigde op 7 oktober van hetzelfde jaar, terwijl de Britse/Europa-tournee acht dagen duurde, te beginnen op 8 november met Deaf Havana en Canterbury. Op 21 mei 2013 maakte There for Tomorrow bekend dat ze op 27 juli samen met Young Guns, All Time Low, 3OH!3, Breathe Carolina en Rocky Loves Emily op het Next Generation Fest in Sao Paulo, Brazilië zullen spelen. Op 19 juli kondigde het Next Generation Fest aan dat het vanwege onverwachte omstandigheden vier maanden moest worden uitgesteld, waardoor het festival rond december 2013 op het programma stond.
Op 26 december 2013 bracht de band een video uit, waarin het uitbrengen van een nieuw album in januari 2014 werd aangekondigd. De band bracht later een verklaring uit, waarin werd uitgelegd dat het album zou worden vertraagd vanwege verschillende tegenslagen. De band bracht vervolgens een single uit van het aankomende album Dark Purple Sky op iTunes. Het kreeg gemengde tot positieve recensies, recensenten merkten op dat het nieuwe nummer elementen had die leken op een nummer van Thirty Seconds to Mars of U2. Op 14 mei 2014 bracht de band nog de single Racing Blood uit van hun aankomende ep. In juni 2014 kondigde de band officieel aan dat in oktober 2014 de nieuwe ep Nightscape zou verschijnen. Op 19 november plaatste de band een verklaring waarin officieel het einde van de band werd aangekondigd. Ze speelden hun afscheidsshows in december 2014.
Een jaar na het uiteenvallen begonnen Maile en Kamrada, die de belangrijkste artiesten waren van de ep Nightscape, samen te werken met Sebastian Metzgar, een freelance componist uit de Verenigde Staten die ze hadden gecontracteerd, en creëerden ze A F T R H R. Op kerstavond 2015 brachten ze de nieuwe single So Divine uit. Vijf maanden later brachten ze de tweede single Perfect uit. Op 13 januari 2017 brachten ze de derde single Walking on Air uit. Alle drie de singles behielden de stilistische verandering die ze op Nightscape introduceerden. Op 13 juni 2019 werd op de Twitter-pagina van There For Tomorrow aangekondigd dat ze een reünieshow zouden geven in Orlando, Florida om het 10-jarig jubileum van hun album A Little Faster te vieren.

## Discografie

### Ep's
- 2007:	Pages (ongetekend)
- 2008:	There for Tomorrow (Hopeless Records)
- 2010:	Re:Creations (Hopeless Records)
- 2014:	Nightscape (zelf uitgebracht)

### Studioalbums
- 2004:	Point of Origin (ECA Records)
- 2009:	A Little Faster (Hopeless Records)
- 2011:	The Verge (Hopeless Records)